# Brigitte Mohnhaupt
Brigitte Margret Ida Mohnhaupt (Rheinberg, 24 de junho de 1949) é uma ex-militante política e ex-integrante da organização de extrema-esquerda alemã Fração do Exército Vermelho, também conhecida como Grupo Baader-Meinhof.
Brigitte concluiu seus estudos secundários na cidade de Bruchsal e depois cursou Filosofia na Universidade de Munique. Casou-se aos 19 anos mas separou-se logo depois. Em Munique, ela se entregou às comunas locais de estudantes onde conheceu figuras centrais do movimento estudantil alemão dos anos 60. Em 1969, participou de manifestações contra a Guerra do Vietnã no Centro Cultural dos Estados Unidos.
Originalmente uma participante do SPK (Sozialistisches Patientenkollektiv ou Coletivo de Pacientes Socialistas) - um grupo esquerdista de protesto e luta contra a classe médica alemã, que consideravam 'inimigos' dos pacientes, usando a medicina e a psiquiatria apenas como maneira de obter lucro e provocar sofrimento em seus pacientes - junto com sua amiga de comuna estudantil Irmgard Möller e influenciada pelas teorias de Che Guevara e pelo livro Minimanual do Guerrilheiro Urbano, do líder comunista brasileiro Carlos Marighella, entrou para a Fração do Exército Vermelho em 1971, após a dissolução do SPK, onde assumiu funções de liderança após a prisão de seus fundadores, em 1972, no campo da logística, organização e armamento.

## Baader-Meinhof
Em 9 de junho de 1972, ela foi presa em Berlim por ligações com a RAF, falsificação de documentos e porte ilegal de armas, sendo condenada a cinco anos de prisão. Após a morte de Ulrike Meinhof em maio de 1976,  pediu transferência para a prisão de segurança máxima de Stammheim, em Stuttgart, onde os outros líderes do Baaden-Meinhoff - Andreas Baader, Gudrun Ensslin e Jan-Carl Raspe, além de sua amiga de comuna Irmgard Möller - encontravam-se cumprindo pena de prisão perpétua. Em seus encontros fora da solitária com os outros membros, foi treinada para liderar uma nova geração de militantes do Baader-Meinhof, já que cumpria uma pena curta de prisão.

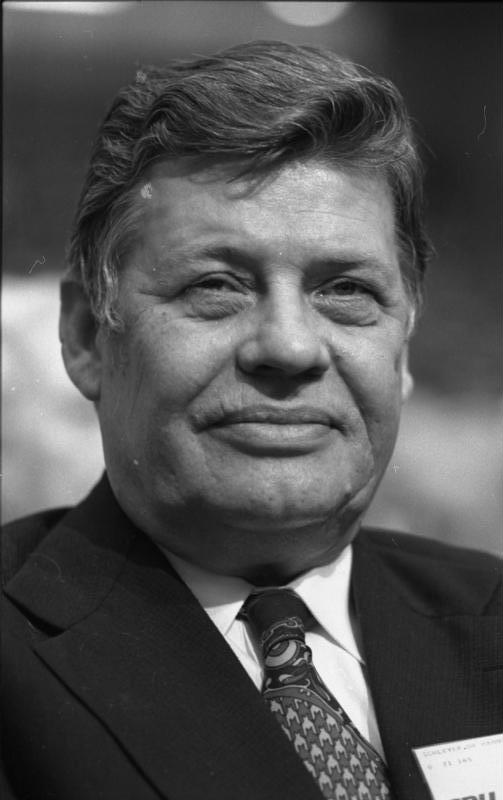
Hanns-Martin Schleyer, sequestrado e morto pelo Baader-Meinhof em 1977.

Libertada em janeiro de 1977, entrou imediatamente na clandestinidade e continuou seu trabalho na organização, reestruturada após a prisão dos fundadores pelo advogado simpatizante Siegfried Haag, preso no ano anterior. Seu objetivo principal era libertar Baader, Esslin e demais companheiros e sob sua liderança e a de Christian Klar, um grupo de terroristas da facção iniciou uma série de atentados num período que ficaria conhecido como Outono Alemão, e que incluíram o sequestro e assassinato do presidente do Dresdner Bank Jürgen Ponto, do presidente da Federação dos Empregadores da Alemanha Hanns-Martin Schleyer,
do procurador-geral da República Siegfried Buback. e o planejamento do sequestro de um avião da Lufthansa por palestinos para troca dos passageiros reféns pelos presos. Tudo isso num curto tempo de cerca de 50 dias, em setembro e outubro de 1977, que levou o país a maior crise política e institucional do pós-guerra.
Caçada em toda Alemanha Ocidental e considerada a mulher mais perigosa do país, Brigitte escapou e, em novembro de 1978, ela e mais três membros da RAF foram presos na Iugoslávia. Como o governo alemão recusou-se a trocar os quatro por oito fugitivos políticos croatas exilados no país, eles foram postos em liberdade pelo governo de Tito e Brigitte desapareceu. Voltou novamente aos jornais em setembro de 1981, participando da tentativa frustrada de assassinato de um general norte-americano comandante da OTAN, com um disparo de um míssil antitanque por um comando terrorista contra a limusine blindada do oficial, em Heidelberg.
Finalmente, em 11 de fevereiro de 1982, ela foi capturada junto com a companheira Adelheid Schulz num bosque perto de Frankfurt, onde a RAF tinha um depósito escondido de armas, por homens do GSG 9, o grupo anti-terror do governo alemão.
Julgada, foi condenada a cinco penas de prisão perpétua, com um tempo mínimo de 24 anos de reclusão antes de pedido de liberdade condicional. O tribunal a considerou uma figura de liderança da RAF mas não pôde determinar exatamente qual teria sido seu papel nos assassinatos e atentados. Após a condenação, ela declarou na corte que as ações da organização iriam continuar. Sua prisão implodiu a RAF, pois ela significava para essa geração o que Andreas Baader, Gudrum Ensslin e Ulrike Meinhof haviam significado para a anterior. O grupo ainda teria uma terceira geração de terroristas, embora menos letal que a liderada por Brigitte.

## Controvérsias sobre sua libertação
Mohnhaupt foi libertada em 25 de março de 2007, aos 57 anos, após cumprir 25 anos de prisão. Sua libertação provocou debates em todo o país. Vários políticos eram a favor de clemência para ela e Christian Klar, co-líder da RAF no período. O antigo ministro da Justiça do país havia pedido de público uma segunda chance a eles, outros declaravam que a 'expiação' já tinha sido paga; um membro do Partido Verde declarou que eles estavam presos há mais tempo que 'qualquer criminoso nazista'. Por outro lado, o presidente do sindicato de policiais - que viu dez de seus homens serem mortos pelo Baader-Meinhof - e o ministro do Interior da Bavária, eram contra sua libertação.
No entanto, o Ministro do Interior da época dos atentados do Outono Alemão, Gerhart Baum, colocou-se a favor da liberdade condicional de Mohnhaupt, dizendo que ela não estava sendo tratada de modo diferente de nenhum outro condenado na Alemanha, sendo elegível por bom comportamento para condicional, após o tempo mínimo de 24 anos estipulado na sentença. Fontes da mídia afirmaram que mantê-la presa apenas significaria que o governo estava confirmando o ponto de vista dos terroristas, que sempre se autodenominaram como 'presos políticos'.